# Zellhausen
Zellhausen ist ein Ortsteil von Mainhausen, einer Gemeinde im südhessischen Landkreis Offenbach nahe Aschaffenburg gelegen.

## Geschichte

### Mittelalter und frühe Neuzeit

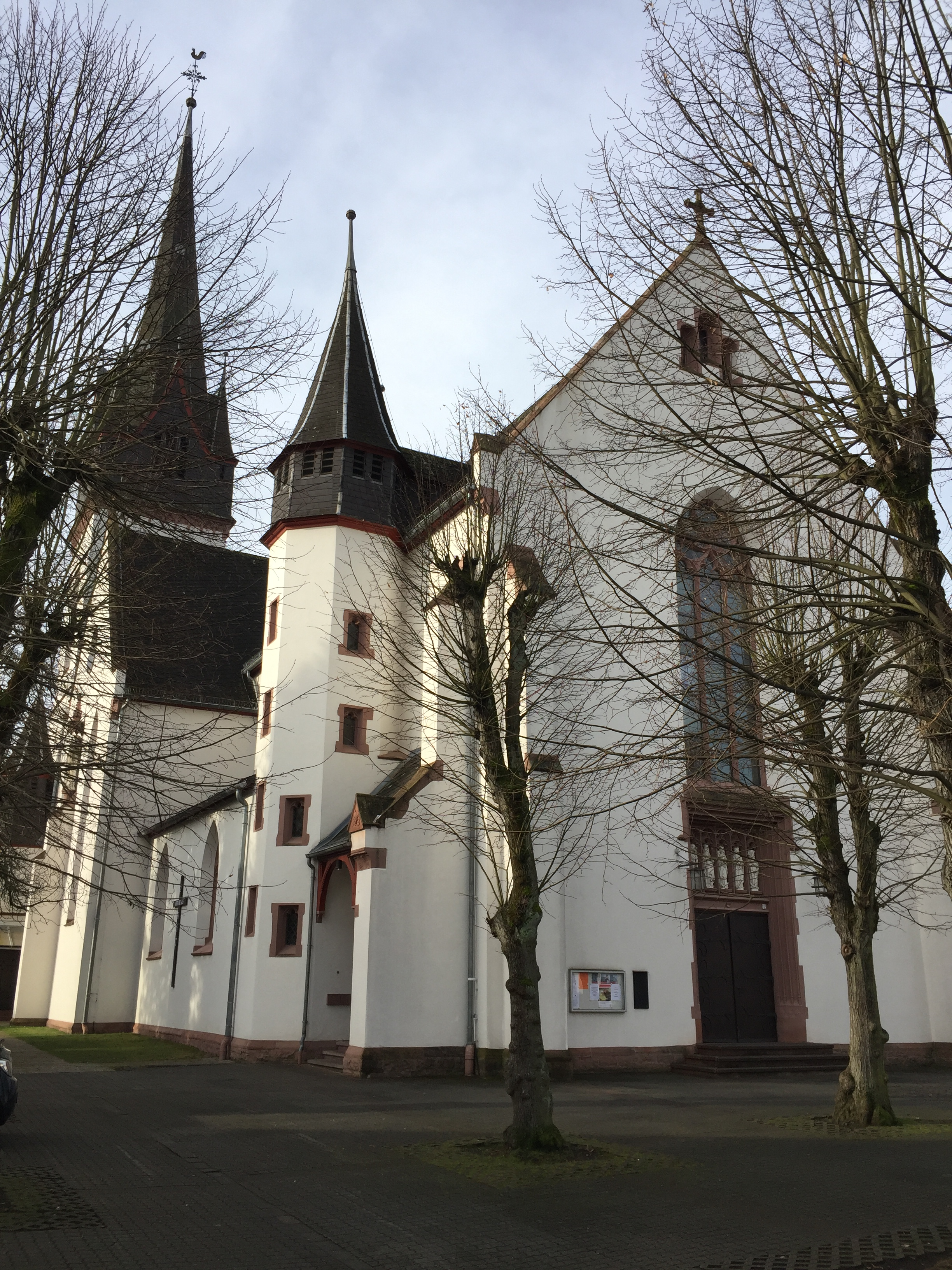
Pfarrkirche St. Wendelinus in Zellhausen

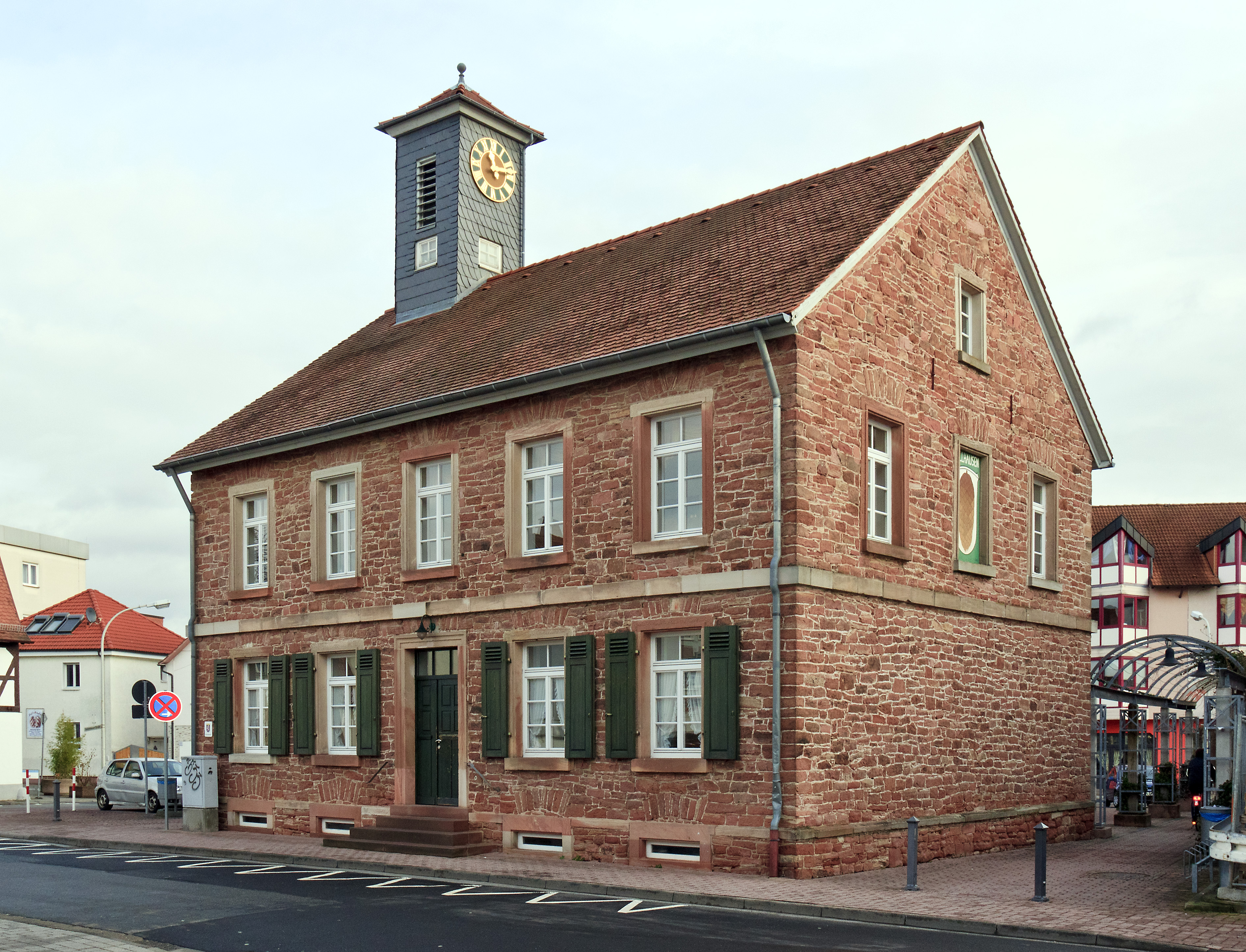
Altes Rathaus

Im 7. Jahrhundert war die außerhalb gelegene Zellkirche, die dem heiligen Georg geweiht war, vermutlich eine Missionsstation iroschottischer Missionare. Eine die Kirche umgebende Befestigungsanlage wurde vermutlich im 13. Jahrhundert aufgegeben. Die Kirche bestand noch bis 1816. Die älteste erhaltene Erwähnung von Celhusen stammt von 1329. Das Kloster Seligenstadt besaß hier zwei Höfe. Der Ort gehörte zu Amtsvogtei Seligenstadt.
Das Häuser Schlösschen steht mit einer nahe gelegenen Wüstung in Verbindung, dem Zellerhof. Beide Siedlungen seien im Mittelalter abgebrannt. Der Legende nach hätten die Bewohner vom Zellerhof und die vom Häuser Schlösschen eine neue Siedlung errichtet, wobei sie bei der Namensgebung die Namen beider Vorgängerdörfer verwendeten. Daraus sei Zellhausen entstanden, urkundlich sei 1329 als „Cellhusen“ belegt. Die mit dem Schlösschen in Verbindung stehende Siedlung „Husen“ ist 1238 erstmals erwähnt. 1829 durchgeführte Ausgrabungen brachten Fundamente und Straßenpflaster zu Tage. Es könnte sich dabei um einen befestigten Turm mit umliegenden Gebäuden gehandelt haben.
1791 löste die Gemeinde durch die Zahlung von 250 Gulden an den Landesherren, den Erzbischof und Kurfürsten von Mainz, die Leibeigenschaft ab.
Nach der Säkularisation 1803 kam Kurmainz, dessen Amt Seligenstadt und damit auch Zellhausen an die Landgrafschaft Hessen-Darmstadt, die als Rheinbundstaat 1806 zum Großherzogtum Hessen erhoben wurde.

### Territoriale Zugehörigkeit
Bis 1821 nahm das Amt Seligenstadt Verwaltung und Rechtsprechung in Zellhausen wahr. Mit der Verwaltungsreform im Großherzogtum Hessen in diesem Jahr wurden auch hier auf unterer Ebene Rechtsprechung und Verwaltung getrennt.
 Für die Verwaltung wurden Landratsbezirke geschaffen, die erstinstanzliche Rechtsprechung Landgerichten übertragen. Der Landratsbezirk Seligenstadt erhielt die Zuständigkeit für die Verwaltung unter anderem für das gleichzeitig aufgelöste Amt Seligenstadt. Durch verschiedene Verwaltungsreformen gehörte Zellhausen dann ab
- 1832 zum Kreis Offenbach,
- 1848 zum Regierungsbezirk Darmstadt und
- 1852 wieder zum Kreis Offenbach. Dieser wurde 1939 in „Landkreis Offenbach“ umbenannt.[5]

Am 1. Januar 1977 wurde Zellhausen im Zuge der Gebietsreform in Hessen mit dem Nachbarort Mainflingen durch Landesgesetz zur neuen Gemeinde  Mainhausen zusammengeschlossen.

### Gerichtliche Zuständigkeit
Bei der Reform 1821 übernahm das Landgericht Steinheim die erstinstanzliche Rechtsprechung in Zellhausen, die zuvor das Amt wahrgenommenen hatte. Der Sitz des Gerichts wurde zum 1. Juli 1835 nach Seligenstadt verlegt und die Bezeichnung in „Landgericht Seligenstadt“ geändert. Mit dem Gerichtsverfassungsgesetz von 1877 wurden Organisation und Bezeichnungen der Gerichte reichsweit vereinheitlicht. Zum 1. Oktober 1879 hob das Großherzogtum Hessen deshalb die Landgerichte auf. Funktional ersetzt wurden sie durch Amtsgerichte. So ersetzte das Amtsgericht Seligenstadt das Landgericht Seligenstadt.

### Entwicklungen und Ereignisse
Erst 1874 wurde dem Ort durch die (Erz-)Diözese Mainz der Status einer eigenen Pfarrei zuerkannt. Nachdem die bisherige Filialkirche aus dem Jahre 1783 zu klein geworden war, brachte man Anfang des 20. Jahrhunderts Geld auf, um 1903 die Pfarrkirche Zellhausen zu erbauen. Sie wurde 1904 dem Hl. Wendelinus geweiht. Zum 1. Oktober 1908 wurde der Haltepunkt Zellhausen an der Odenwaldbahn in Betrieb genommen, 1931 das Personal abgezogen und durch eine Bahnagentur ersetzt.

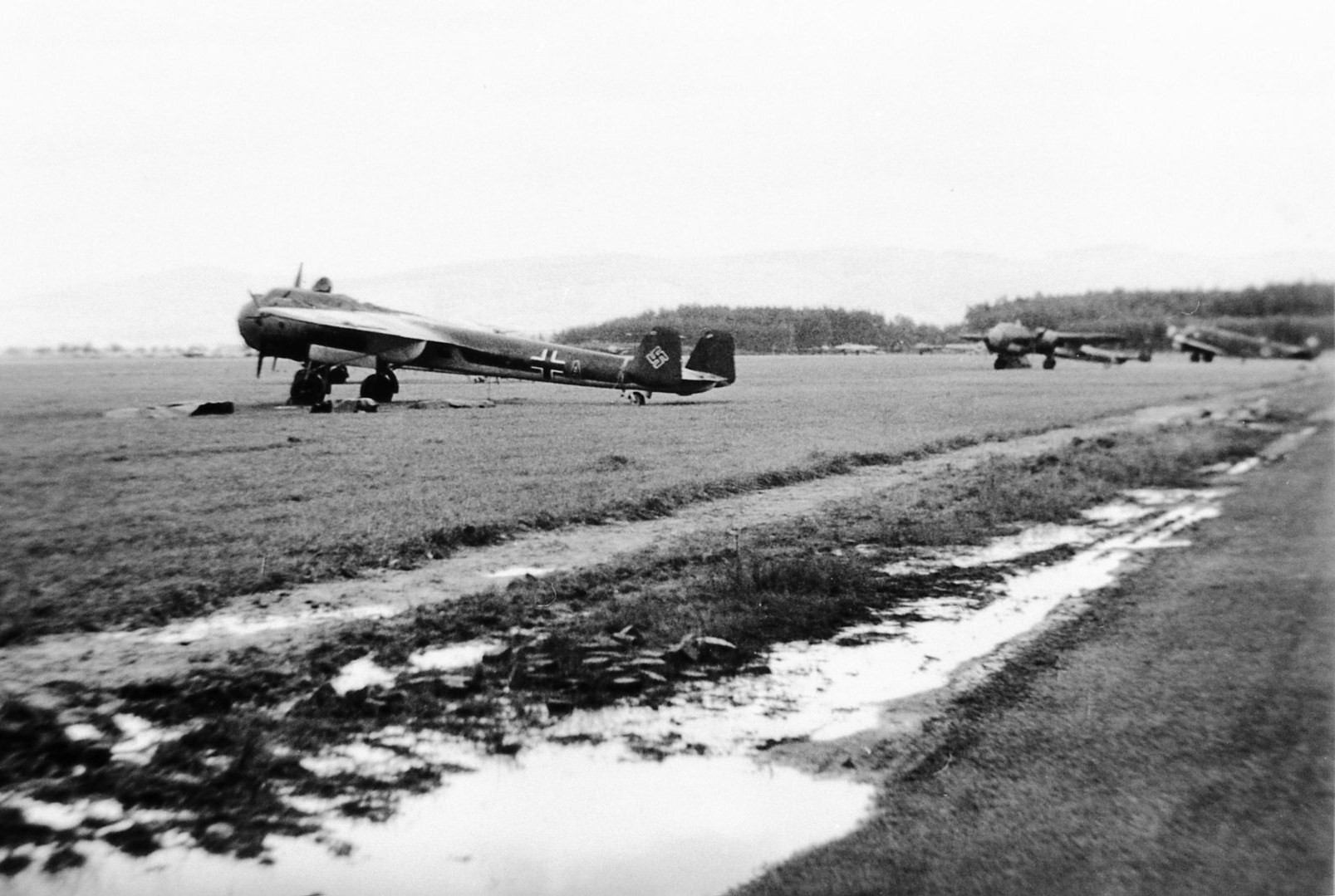
Blick über den Flugplatz Zellhausen mit Dornier Do 17 im April–Juni 1940

Während der Aufrüstung der Wehrmacht ließ das NS-Regime auf 1,4 km³ Fläche einen geheimen Feldflugplatz mit Gras-Start- und Landebahn und mit Gleisanschluss anlegen. Er hieß damals Einsatzhafen Zellhausen. Von dort aus starteten während des Westfeldzuges (10. Mai bis 22. Juni 1940) Bomber der Luftwaffe. Anschließend wurde er bis Herbst 1944 zur Lastensegler-Ausbildung genutzt und dann einige Monate zur 'Reichsverteidigung' gegen vorrückende westalliierte Truppen. Eine Transporteinheit versorgte von dort aus deutsche Atlantikfestungen.
Am 24. Dezember 1944 griffen 85 Bomber und 20 Begleitflugzeuge Zellhausen an. Sie verursachten auch schwere Schäden im Ort. Heute wird auf dem Gelände eine Sendeanlage betrieben.

### Einwohnerentwicklung
1834 zählte Zellhausen erst 702 Einwohner, 1939 waren es bereits 1739 und 1961 dann 2587 Einwohner. 1970, sieben Jahre vor der Zusammenlegung mit Mainflingen, hatte der Ort 3420 Einwohner. Am 31. Dezember 2003 waren 5104 Einwohner gemeldet. 5058 Einwohner zählte Zellhausen am 30. Juni 2008.

## Persönlichkeiten aus Zellhausen
- Käthe Paulus (1868–1935); Ballonfahrerin, Luftakrobatin, Erfinderin des zusammenlegbaren Fallschirms

## Wappen und Flagge
| Wappen von Zellhausen | Blasonierung: „In rotem Schild ein silberner Tannenzapfen.“ |

| Wappen von Zellhausen | Das Wappen wurde vom Heraldiker Georg Massoth gestaltet und am 5. November 1954 durch das Hessische Innenministerium genehmigt. Der Tannenzapfen soll an die Schoofplicker (Zapfenbrecher) erinnern, die bis 1955 ihrer gefährlichen Arbeit nachgingen und im Ort lebten. |

Die Flagge wurde am 9. Mai 1955 durch das Hessische Innenministerium genehmigt.
Flaggenbeschreibung: „Auf der weißen Mittelbahn des rot-weiß-roten Flaggentuches das Wappen der Gemeinde Zellhausen.“